# 哈姆峰
69°43′S 74°8′E / 69.717°S 74.133°E
哈姆峰是南極洲的山峰，位於伊麗莎白公主地的斯特羅維爾峰以南，處於卡洛琳米科爾森山西北面11公里，該山峰根據挪威探險隊拍攝的空中照片被繪入地圖。